# Thomas S. Gressman
Thomas S. Gressman (* November 1957) ist ein US-amerikanischer Science-Fiction-Schriftsteller, der eine Reihe von Tie-ins zu dem Military-Science-Fiction-Spiel BattleTech geschrieben hat.

## Werk
BattleTech
- BattleTech 40 Die Jäger. Heyne 1999, ISBN 3-453-13988-7, The Hunters 1997.
- BattleTech 42 Feuer und Schwert. Heyne 1999, ISBN 3-453-14888-6, Sword and Fire 1998.
- BattleTech 42a Schatten der Vernichtung. Heyne 2000, ISBN 3-453-16870-4, Shadows of War 1998.
- BattleTech 47 Die Spitze des Dolches. Heyne 2001, ISBN 3-453-16197-1, Dagger Point 2000.
- BattleTech 57 Ein guter Tag zum Sterben. Heyne 2002, ISBN 3-453-86323-2.